# Kirovi terület
A Kirovi terület (oroszul Кировская область [Kirovszkaja oblaszty], tatárul Ки́ров өлкәсе́, mariul Киров вел [Kirov vjel], udmurtul Киров улос [Kirov ulosz]) – az Oroszországi Föderáció tagja. Székhelye Kirov. Délen Tatárfölddel és Marifölddel, nyugaton a Kosztromai területtel, északon a Komi Köztársasággal és az Arhangelszki területtel, északkeleten a Permi határterülettel, délkeleten Udmurtfölddel – határos.

## Népesség
A lakosság döntő többsége orosz nemzetiségű, de szép számban lakják tatárok, marik, udmurtok és más nemzeti kisebbségek is.
- 1989-ben 1 694 008 lakosából 1 531 679 fő orosz (90,42%), 45 666 tatár (2,7%), 44 496 mari (2,63%), 22 955 udmurt (1,36%).
- 2002-ben 1 503 529 lakosából 1 365 438 fő orosz (90,82%), 43 415 tatár (2,89%), 38 980 mari (2,59%), 17 952 udmurt (1,19%).
- 2010-ben 1 341 312 lakosából 1 199 691 fő orosz (89,44%), 36 457 tatár (2,72%), 29 598 mari (2,21%), 13 639 udmurt (1,02%).

## Politika, közigazgatás
A Kirovi terület közigazgatásának élén a kormányzó áll.
- 2009. januártól 2016 júliusig: Nyikita Jurjevics Belih. Korábban, jóval kinevezése előtt a Jobboldali Erők Szövetsége (СПС) nevű párt elnöke volt. 2016 júniusában korrupció vádjával őrizetbe vették, egy hónappal később Vlagyimir Putyin elnök felmentette hivatalából. 2018. február 1-jén – 8 év szabadságvesztésre ítélték. Az exkormányzó nem ismerte el bűnösségét és az egész ügyet provokáció eredményének tartotta.[1]
- 2016. július 28-tól: Igor Vlagyimirovics Vasziljev (id. mb.). A leváltott kormányzó helyére Putyin elnök nevezte ki.[2]

## Közigazgatás
A Kirovi terület élén a kormányzó áll:
- Nyikita Jurjevics Belih – 2009. januártól 2016-ig.
- Igor Vlagyimirovics Vasziljev – 2016-tól 2022. május 10-ig. Hivatali idejének lejárta előtt saját kérésére – több regionális vezetővel egyidőben – felmentették.
- Alekszandr Valentyinovics Szokolov – 2022. május 10-től Putyin elnök által megbízott kormányzó. Megbízatása a szeptemberben esedékes kormányzói választásig szól.[3]

## Városok

A Kirovi terület nagyobb települései

A Kirovi terület városai a következők, a városi rang elnyerésének évével, a 2010. évi népességgel és a közigazgatási beosztással:
| Magyar név         | Orosz név      | Rang  | Mióta | Lélekszám | Közigazgatási beosztás     |
| ------------------ | -------------- | ----- | ----- | --------- | -------------------------- |
| Kirov              | Киров          | város | 1374  | 473 695   |                            |
| Kirovo-Csepeck     | Кирово-Чепецк  | város | 1955  | 80 921    |                            |
| Vjatszkije Poljani | Вятские Поляны | város | 1942  | 35 162    |                            |
| Szlobodszkoj       | Слободской     | város | 1780  | 33 981    |                            |
| Kotyelnyics        | Котельнич      | város | 1143  | 24 979    |                            |
| Omutnyinszk        | Омутнинск      | város | 1921  | 23 615    | Omutnyinszki járás         |
| Jaranszk           | Яранск         | város | 1584  | 17 253    | Jaranszki járás            |
| Szovjetszk         | Советск        | város | 1937  | 16 598    | Szovjetszki járás          |
| Szosznovka         | Сосновка       | város | 1962  | 11 960    | Vjatszkije Poljani-i járás |
| Luza               | Луза           | város | 1944  | 11 260    | Luzai járás                |
| Belaja Holunyica   | Белая Холуница | város | 1965  | 11 232    | Belaja Holunyica-i járás   |
| Zujevka            | Зуевка         | város | 1944  | 11 198    | Zujevkai járás             |
| Kirsz              | Кирс           | város | 1965  | 10 420    | Felső-kámai járás          |
| Urzsum             | Уржум          | város | 1584  | 10 213    | Urzsumi járás              |
| Nolinszk           | Нолинск        | város | 1780  | 9 554     | Nolinszki járás            |
| Malmizs            | Малмыж         | város | 1780  | 8 265     | Malmizsi járás             |
| Orlov              | Орлов          | város | 1459  | 6 959     | Orlovi járás               |
| Murasi             | Мураши         | város | 1944  | 6 750     | Murasi járás               |

## Járások
A közigazgatási járások neve, székhelye és 2010. évi népességszáma az alábbi:
| Magyar név                 | Orosz név             | Székhely           | Lélekszám |
| -------------------------- | --------------------- | ------------------ | --------- |
| Afanaszjevói járás         | Афанасьевский район   | Afanaszjevo        | 13 848    |
| Arbazsi járás              | Арбажский район       | Arbazs             | 7 328     |
| Belaja Holunyica-i járás   | Белохолуницкий район  | Belaja Holunyica   | 19 890    |
| Bogorodszkojei járás       | Богородский район     | Bogorodszkoje      | 5 015     |
| Darovszkoji járás          | Даровской район       | Darovszkoj         | 11 829    |
| Faljonki járás             | Фаленский район       | Faljonki           | 11 138    |
| Felső-kámai járás          | Верхнекамский район   | Kirsz              | 32 669    |
| Jaranszki járás            | Яранский район        | Jaranszk           | 26 899    |
| Jurjai járás               | Юрьянский район       | Jurja              | 20 128    |
| Kiknuri járás              | Кикнурский район      | Kiknur             | 9 795     |
| Kilmezi járás              | Кильмезский район     | Kilmez             | 13 086    |
| Kirovo-csepecki járás      | Кирово-Чепецкий район | Kirovo-Csepeck     | 21 317    |
| Kotyelnyicsi járás         | Котельничский район   | Kotyelnyics        | 15 799    |
| Kumjoni járás              | Куменский район       | Kumjoni            | 17 350    |
| Lebjazsjei járás           | Лебяжский район       | Lebjazsje          | 8 700     |
| Luzai járás                | Лузский район         | Luza               | 18 688    |
| Malmizsi járás             | Малмыжский район      | Malmizs            | 26 757    |
| Murasi járás               | Мурашинский район     | Murasi             | 12 905    |
| Nagorszki járás            | Нагорский район       | Nagorszk           | 10 336    |
| Nolinszki járás            | Нолинский район       | Nolinszk           | 20 868    |
| Nyemai járás               | Немский район         | Nyema              | 7 983     |
| Omutnyinszki járás         | Омутнинский район     | Omutnyinszk        | 44 793    |
| Oparinói járás             | Опаринский район      | Oparino            | 11 795    |
| Oricsi járás               | Оричевский район      | Oricsi             | 30 781    |
| Orlovi járás               | Орловский район       | Orlov              | 12 934    |
| Pizsankai járás            | Пижанский район       | Pizsanka           | 11 242    |
| Podoszinoveci járás        | Подосиновский район   | Podoszinovec       | 17 009    |
| Sabalinói járás            | Шабалинский район     | Leninszkoje        | 10 854    |
| Szancsurszki járás         | Санчурский район      | Szancsurszk        | 10 080    |
| Szlobodszkoji járás        | Слободской район      | Szlobodszkoj       | 30 174    |
| Szovjetszki járás          | Советский район       | Szovjetszk         | 27 302    |
| Szunai járás               | Сунский район         | Szuna              | 6 784     |
| Szvecsai járás             | Свечинский район      | Szvecsa            | 8 517     |
| Tuzsai járás               | Тужинский район       | Tuzsa              | 7 688     |
| Unyi járás                 | Унинский район        | Unyi               | 9 178     |
| Urzsumi járás              | Уржумский район       | Urzsum             | 27 075    |
| Verhosizsemjei járás       | Верхошижемский район  | Verhosizsemje      | 9 483     |
| Vjatszkije Poljani-i járás | Вятскополянский район | Vjatszkije Poljani | 30 659    |
| Zujevkai járás             | Зуевский район        | Zujevka            | 22 586    |